# Exetastes confidens
Exetastes confidens là một loài tò vò trong họ Ichneumonidae.